# Thesaurus Linguae Graecae
Il Thesaurus Linguae Graecae è una biblioteca digitale della letteratura della Grecia antica, frutto del lavoro di studio del centro di ricerca che porta lo stesso nome.
Il centro fu fondato nel 1972 presso l'Università della California - Irvine dalla grecista Marianne McDonald, figlia di Eugene F. McDonald (fondatore della Zenith Electronics) e allieva di Bruno Snell, ispiratore e direttore dell'omonimo progetto di ricerca, il Thesaurus Linguae Graecae dell'Università di Amburgo.
Il TLG ha messo a disposizione degli studiosi una prima versione della biblioteca digitale nel 1985 sotto forma di un Cd Rom. Dopo tre successivi aggiornamenti nello stesso formato, dal 2001 i testi sono divenuti accessibili in rete agli abbonati al servizio, siano essi istituzioni o singoli studiosi.
Il centro ha prodotto nuovi sistemi di digitalizzazione dei testi greci, oggi diffusamente usati (anche su Wikipedia), e un proprio particolare motore di ricerca.
La scelta dei testi, all'inizio limitata ad autori greci dell’antichità, si è successivamente estesa alla letteratura bizantina. Il centro si propone di includere anche testi della letteratura greca moderna.
Aggiornata periodicamente, la biblioteca aveva raggiunto, a fine settembre 2008, le dimensioni di un corpus letterario composto da 3800 autori e 12.000 opere, per un totale di circa 99 milioni di parole.
Gli elenchi degli autori e delle opere sono accessibili in modo gratuito insieme a una scelta di testi.